# Sissi (Fernsehserie)
Sissi (Originaltitel: Princesse Sissi) ist eine französisch-kanadische Animationsserie von Bruno Bianchi. Sie wurde erstmals am 27. November 1997 auf France 3 ausgestrahlt. Die Erstausstrahlung im deutschen Fernsehen war am 29. März 1998 auf Das Erste. Die Serie basiert auf dem Leben der Kaiserin Elisabeth von Österreich, die Sissi genannt wurde. Eine weitere Zeichentrickserie, Sissi, die junge Kaiserin, die sich mehr an kleine Kinder richtet, wurde 2015–2017 in Italien produziert und in Deutschland ab dem 9. September 2018 auf Nickelodeon ausgestrahlt.

## Handlung
Für die junge Elisabeth (Sissi), Tochter eines bayerischen Herzogs, für die kein Abenteuer zu gefährlich ist, ändert sich ihr Leben von einem Tag auf den anderen, als sie die beiden österreichischen Prinzen Franz und Karl trifft. Es dauert nicht lange, bis Sissi und Franz Pläne für ein gemeinsames Leben machen. Sissis Vater Herzog Max und Franz’ Mutter, die österreichische Kaiserin Sophie, stehen diesen Plänen zunächst kritisch gegenüber, ändern jedoch später ihre Meinung. 
Obwohl Sissi Franz über alles liebt, zweifelt auch sie im Verlauf der Serie mehrfach daran, ob sie eine gute Kaiserin sein würde. Der Weg zur Hochzeit ist lang, denn viele Widersacher wie Graf Arkas, der Sissi und ihrer Familie ihre Heimat Schloss Possenhofen wegnehmen will, Fürst Zottornik, der Herr über Österreich-Ungarn werden will, sowie Helene, die eigentlich als Verlobte für Franz gedacht war, versuchen die Heirat von Sissi und Franz zu verhindern. Sissi und Franz müssen alles abwehren, was ihre Liebe gefährden kann und müssen auch Österreich und Ungarn versöhnen. 
Zum Glück haben Sissi und Franz viele Freunde, darunter den kleinen Toni und sein Eichhörnchen Pucki, Morgasz, den ungarischen Rebellenanführer Andrássy, dessen verlobte Ida, Sissis Zofe Gräfin Mathilde und den Zirkusdirektor Lord Butterscotch, die sie jederzeit unterstützen. Sissis Familie sind ihr Vater Herzog Max, ihre Mutter Herzogin Ludovika und ihre jüngeren Geschwister Ludwig, Konrad und Marie. Sissis Tiere sind ihr Hund Schnuffel, ihr schwarzer Hengst Wirbelwind und der Papagei Plappermaul. 
Trotz aller Gefahren, Intrigen und viel Liebesgezänke heiraten Sissi und Franz am Ende der Serie und sind somit offiziell Kaiserin und Kaiser von Österreich-Ungarn. Graf Arkas kommt zu Tode, Fürst Zottornik wird verhaftet und Helene heiratet Franz’ Doppelgänger Fritz, einen fahrenden Quacksalber.